# Bishop's Falls
Bishop's Falls é uma pequena cidade localizada na província canadense de Terra Nova e Labrador. De acordo com o censo canadense de 2016 a cidade tinha uma população de 3.156 habitantes.